# Ziemioryjek

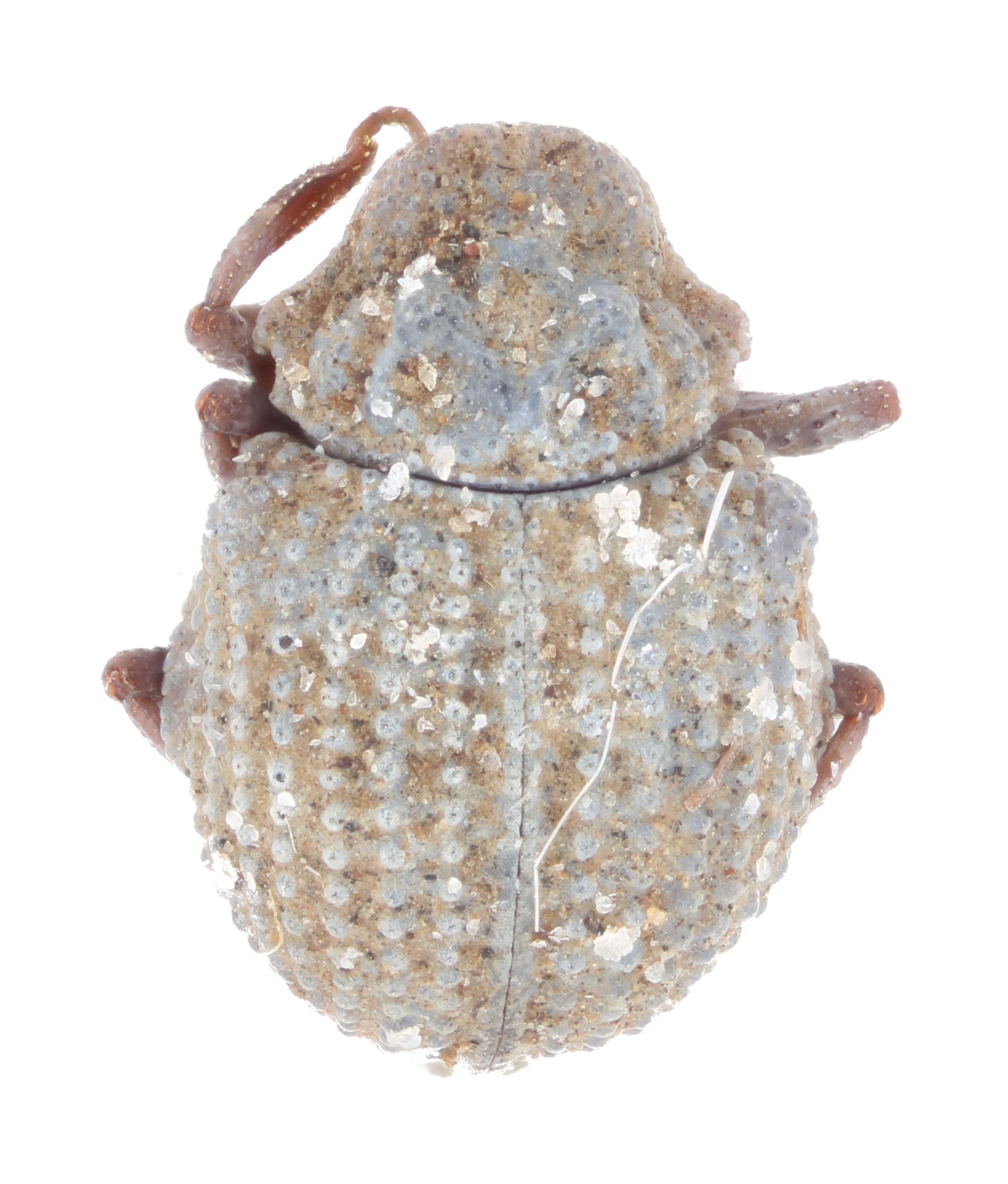
Nieoznaczony gatunek z Afryki

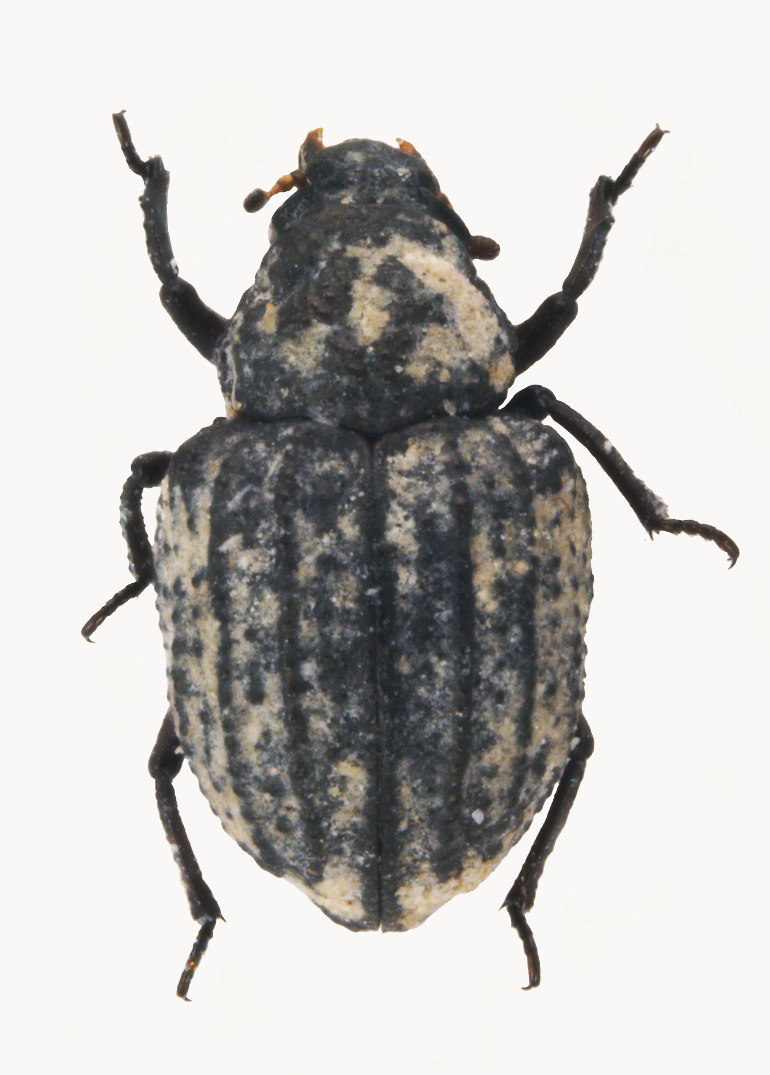
Georissus costatus

Ziemioryjek (Georissus) – rodzaj chrząszczy z nadrodziny kałużnicokształtnych i rodziny ziemioryjkowatych. Rozmieszczony kosmopolitycznie. Obejmuje ponad 80 opisanych gatunków. Zasiedlają pobrzeża wód, a w strefie tropikalnej także ściółkę lasów deszczowych. Owady dorosłe żerują na martwej materii organicznej i glonach, larwy zaś są drapieżnikami polującymi na drobne bezkręgowce.

## Morfologia

### Owad dorosły
Chrząszcze o krótkim, szerokim, silnie wysklepionym ciele długości od 1 do 2,2 mm, w zarysie z lekką, ale wyraźną przerwą między przedpleczem a pokrywami. Ubarwienie mają brązowe do czarnego. Powierzchnia głowy i przedplecza w całości lub tylko miejscami pokryta jest ziarenkowaniem w postaci guzków zaopatrzonych na szczycie w sensillum. Na spodzie ciała nie ma włosków hydrofobowych.
Silnie odgięta w dół głowa ma w zarysie lekkie wcięcia przed oczami, a za nimi jest tylko słabo, ale dość gwałtownie zwężona. Oczy są małe, lekko wyłupiaste, na przedzie niewykrojone, bardzo słabo odgraniczone od skroni listewkami, rozstawione na około siedem swoich szerokości. Szwy na głowie są bruzdowato wgłębione. Czoło jest nierówne, często z wciskami lub dołkowatymi punktami. Nadustek jest na przedzie ścięty, o rozwartych kątach bocznych. Osiągające długość równą około ćwierci szerokości głowy czułki zbudowane są zwykle z dziewięciu członów, z których trzonek jest gwałtownie u szczytu zgrubiały, nóżka jest kulistawa, a trzy ostatnie formują dość zwartą buławkę; rzadziej czułki są siedmioczłonowe, zakończone jednoczłonową buławką. Podstawy czułków widoczne są w kątowym wcięciu między nadustkiem a czołem. Niezasłonięta nadustkiem warga górna ma półkoliste brzegi przednio-boczne z kolcami po bokach. Żuwaczki mają niezmodyfikowane, spiczaste wierzchołki, prawie proste krawędzie zewnętrzne, tworzące z wewnętrznymi kąt szeroko rozwarty; brak jest na żuwaczkach ruchomych wyrostków. Szczęki mają krótkie i spłaszczone żuwki zewnętrzne z szeregami dowierzchołkowo zakrzywionych szczecinek na szczycie. Długość głaszczków szczękowych wynosi ⅓ szerokości głowy, a ich człon drugi nie jest rozdęty. Warga dolna ma długi przedbródek, silnie zwężoną ku ściętemu przodowi bródkę z tępymi kątami tylnymi, niezasłaniającą głaszczków wargowych, które to odznaczają się ostatnim członem powiększonym, znacznie grubszym od pozostałych, jajowatym, opatrzonym gęsto upakowanymi kolcami na powierzchni wewnętrznej, pozbawionym długich szczecinek. Szwy gularne są w przedniej części całkiem zlane, a gula ma postać bardzo krótkiego, poprzecznego sklerytu. Szyja zaopatrzona jest w skleryty szyjne.
Przedplecze jest w zarysie po bokach zaokrąglone, najszersze za środkiem długości i dalej silnie zwężone, na przednim brzegu wypuszczające ku przodowi półkę nakrywającą częściowo głowę. Powierzchnia przedplecza jest nierówna, z guzkami i wciskami, albo dość równomiernie wysklepiona. Listewka dodatkowa ciągnie się niemal na całej szerokości tylno-brzusznej krawędzi przedplecza, po bokach tworząc tępe ząbki. Tarczka jest słabo widoczna. Pokrywy są od 1,7 do 2,2 raza dłuższe od przedplecza i co najwyżej 1,2 raza dłuższe niż razem szerokie, o dobrze zaznaczonych barkach i wspólnie zaokrąglonych szczytach. Mają po 10 wyraźnie punktowanych rzędów, a międzyrzędy często żeberkowato wyniesione lub opatrzone guzkami; nie występują rządki przytarczkowe. Pseudoepipleury i epipleury są bardzo wąskie, poziome, dochodzące do szczytu pokryw lub też epipleury nie występują. Skrzydła tylnej pary są najszersze za pętlą medialno-kubitalną, o słabo wykształconej żyłce radialnej, niewyraźnej przed żyłką poprzeczną radialno-medialną żyłce medialnej, słabo zaznaczonej ostrodze kubitalnej, sięgającej prawie połowy długości skrzydła komórce bazalnej, nieco od niej krótszej komórce klinowatej i niewyodrębnionym wyraźnie płacie jugalnym. U niektórych populacji skrzydła tylne są skrócone lub całkiem zanikłe.
Przedpiersie uwstecznione jest do postaci wąskiego, słabo zesklerotyzowanego mostka, całkowicie zakrytego przez przednie biodra, które to zlane są z przednimi krętarzami w płytki. Wyrostka międzybiodrowego na przedpiersiu brak. Panewki przednich bioder są szeroko rozstawione, okrągłe i od zewnątrz otwarte. Hypomery mają na przedzie rowki do chowania buławek czułków. Śródpiersie ma w części tylno-środkowej gwałtownie wyniesioną, dużą, poprzeczną, prawie pięciokątną płytkę i jest oddzielone od mezepisternitów kompletnymi szwami. Szeroko rozstawione, prawie koliste panewki środkowych bioder zamknięte są od zewnątrz mezepimerytami. Wyraźnie poprzeczne, płaskie lub lekko wysklepione zapiersie ma słabo zaznaczony szew metakatepisternalny. Metanepisternity są pionowe i skryte pod pokrywami. Nieco poprzeczne biodra tylne leżą w szeroko rozstawionych panewkach.
Odnóża mają słabo zaznaczone rowki na golenie na udach, smukłe i delikatnie na zewnętrznych stronach piłkowane golenie oraz pięcio- lub czteroczłonowe stopy o członie pierwszym kulistym i schowanym częściowo w szczycie goleni lub całkiem zanikłym, a członie ostatnim pozbawionym empodium lub z emopodium małym i nieoszczecinionym. Golenie pary przedniej są lekko spłaszczone i bez ostróg, pozostałych par walcowate lub lekko spłaszczone i z bardzo delikatnymi ostrogami wierzchołkowymi. Brak na odnóżach włosków pływnych.
Odwłok ma pięć widocznych sternitów (od trzeciego do siódmego) o powierzchni nagiej, stosunkowo błyszczącej, o rozproszonym ziarenkowaniu. Pierwszy z nich jest ponaddwukrotnie dłuższy od następnego, opatrzony guzkami, ale pozbawiony żeberka, piąty zaś ma tylną krawędź niezmodyfikowaną, półkolistą. Genitalia samca cechują się symetrycznie zbudowanym edeagusem. Pod pokrywami na trzecim laterosternicie brak jest elementów aparatu strydulacyjnego.

### Larwa
Ciało larwy jest wydłużone, o niemal równoległych bokach, pośrodku nieco rozszerzone.
Głowa jest prognatyczna do lekko hipognatycznej, dobrze zesklerotyzowana, mniej więcej tak szeroka jak długa, o wyraźnie wykrojonej tylnej krawędzi. Sześć par dobrze odseparowanych oczek larwalnych rozmieszczonych jest w dwóch pionowych rzędach. Czułki zbudowane są z trzech członów, z których pierwszy jest najdłuższy, a drugi opatrzony dwoma wypustkami zmysłowymi po bokach, z których wewnętrzna jest tak długa jak człon trzeci. Szwy czołowe zbiegają się ku otworowi wielkiemu. Nie występuje szew epistomalny, a warga górna zrośnięta jest z nadustkiem w klipeolabrum o wąskim, prawie trójkątnym, pośrodkowym nasale i z parą dużych, symetrycznych adnasaliów o orzęsionych bocznych wyrostkach błoniastych i o kilku spłaszczonych, orzęsionych szczecinkach. Symetryczne żuwaczki mają penicillus u podstawy, a na wewnętrznej krawędzi dwa ząbki lub retynakulum oraz piłkowanie w części odsiebnej; brak jest prosteki i moli. Bruzda szczękowa jest płytka. Szczęki są czułkopodobne, o małej i podzielonej kotwiczce, krótkim i niemal kwadratowym pieńku z kolcami pośrodku, długim i walcowatym palpiferze, a głaszczkach o członie pierwszym tak długim jak pozostałe razem wzięte, drugim zaś opatrzonym w błoniasty wyrostek wewnętrzny. Wargę dolną cechują duży, prawie trapezowaty podbródek, mniejsza, prawie kwadratowa i opatrzona kolcami bródka, krótki, również zaopatrzony w kolce, odsiebnie przecięty na dwie gałęzie przedbródek oraz dwuczłonowe głaszczki wargowe.
Tułów ma duże, silnie zesklerotyzowane przedplecze, dwie pary przyśrodkowych sklerytów na spodzie przedtułowia, dwie pary sklerytów grzbietowych i trzy pary prawie owalnych sklerytów bocznych na śródtułowiu oraz poprzeczny szereg ośmiu sklerytów na zatułowiu. Funkcjonalne przetchlinki leżą na śródtułowiu. Odnóża są dobrze rozwinięte, acz krótkie, zbudowane z trzech członów, o pazurkowatych przedstopiach zlanych ze stopogoleniami. Biodra przedniej pary leżą dość blisko siebie, zaś par pozostałych są szeroko rozstawione.
Odwłok zbudowany jest z dziesięciu, zwykle słabo zesklerotyzowanych segmentów. Osiem pierwszych zwęża się ku tyłowi, nie ma wyrostków bocznych ani posuwek, posiada zaś pojedynczy poprzeczny szereg okrągłych sklerytów oraz funkcjonalne przetchlinki. Segment dziewiąty ma w całości widoczny tergit oraz jednoczłonowe urogomfy. Segment dziesiąty ma małą płytkę grzbietową i parę płytek bocznych. Na szczycie odwłoka brak jest przedsionka przetchlinkowego.

## Ekologia i występowanie
Owady te zasiedlają pobrzeża strumieni, potoków i rzek, rzadziej wód stojących czy okresowych oraz słonawiska, a w przypadku niektórych gatunków z Azji Południowo-Wschodniej i Afryki ściółkę wilgotnych lasów równikowych. Bytują wśród piasków, błota, namulisk i glonów. Owady dorosłe żerują na martwej materii organicznej i glonach. Po przepoczwarczeniu zwykle rozlatują się na nowe stanowiska. Przedstawiciele podrodzaju nominatywnego po znalezieniu dogodnego siedliska oblepiają wierzch ciała drobnoziarnistym piaskiem lub mułem (psammomorfia), tworząc maskującą skorupkę, która nie pozawala im już później otwierać pokryw i używać skrzydeł. Przedstawiciele pozostałych podrodzajów nie stosują takiego kamuflażu. Samice składają jaja do bulwowatych w kapsułek utworzonych z jedwabistej przędzy, które zakopują w wilgotnym podłożu, tak że wystaje tylko nad nie tylko krótka rurka dłuższego jej końca. Larwy żyją w jamkach w gliniasto-piaszczystym podłożu. Są drapieżnikami polującymi na drobne bezkręgowce, w tym nicienie i larwy muchówek. Stadiów larwalnych jest od dwóch do trzech. Przepoczwarczenie ma miejsce w komorze wykopanej w wilgotnej glebie.
Rodzaj kosmopolityczny, znany ze wszystkich krain zoogeograficznych. W krainie palearktycznej stwierdzono 19 gatunków, z których tylko G. crenulatus wykazano z Polski.

## Taksonomia
Takson ten wprowadził w 1809 roku Pierre-André Latreille. Gatunkiem typowym wyznaczona została Pimelia pygmaea.
Do rodzaju tego zalicza się ponad 80 opisanych gatunków, w tym:
- podrodzaj: Georissus (Georissus) Latreille, 1809
  - Georissus crenulatus (Rossi, 1794)
  - Georissus substriatus Heer, 1841
- podrodzaj: Georissus (Neogeorissus) Sato, 1972
  - Georissus australis King, 1865
  - Georissus caelatus Erichson, 1847
  - Georissus chameleo Fikáček & Trávníček, 2009
  - Georissus granulosus M. Satô, 1972
  - Georissus japonicus M. Satô, 1972
  - Georissus kingii W.J. Macleay, 1871
  - Georissus laesicollis Germar, 1831
  - Georissus occidentalis Carter, 1932
  - Georissus satoi Yasuda & Yoshitomi, 2022
  - Georissus takahashii Yasuda & Yoshitomi, 2022
- podrodzaj: incertae sedis
  - Georissus amrishi Makhan, 2009
  - Georissus babai (Satô, 1970)
  - Georissus californicus (LeConte, 1874)
  - Georissus canalifer (Sharp, 1888)
  - Georissus costatus Laporte de Castelnau, 1840
  - Georissus gangeticus (Champion, 1923)
  - Georissus humeralis (Pic, 1923)
  - Georissus minor Sharp, 1882
  - Georissus pusillus (LeConte, 1852)